# ناحية مركز داريا
ناحية مركز داريا إحدى نواحي سوريا تتبع إداريّاً لمحافظة ريف دمشق منطقة داريا ومركزها مدينة داريا، بلغ تعداد سكان الناحية 131,501 نسمة حسب التعداد السكاني لعام 2004.

## مدن ناحية مركز داريا
داريا، معضمية الشام.